# Шодне (Саона и Лоара)
Шодне (фр. Chaudenay) насеље је и општина у источном делу централне Француске у региону Бургоња, у департману Саона и Лоара која припада префектури Шалон сир Саон.
По подацима из 2004. године у општини је живело 988 становника, а густина насељености је износила 121 становника/km². Општина се простире на површини од 8,17 km². Налази се на средњој надморској висини од 212 метара (максималној 232 m, а минималној 196 m).

## Демографија
| 1962. | 1968. | 1975. | 1982. | 1990. | 1999. | 2011. |
| ----- | ----- | ----- | ----- | ----- | ----- | ----- |
| 726   | 742   | 710   | 781   | 802   | 830   | 1.071 |

График промене броја становника у току последњих година